# Rayleigh-spridning

Rayleighspridningen gör att himlen blir blå och solnedgången röd.
De solstrålar som är på väg mot B sprids i atmosfären, de blå komponenterna mer än de röda. Det är det spridda ljuset A ser när denne blickar upp mot himlen. B däremot, som tittar mot solnedgången under kvällstid, ser det ljus som kommer mer direkt från solen och som alltså via rayleighspridningen filtrerats från blåa komponenter. Detta ljus har en övervikt av de röda komponenterna, som inte spridits lika mycket på vägen genom atmosfären.

Rayleigh-spridning, uppkallad efter den brittiske fysikern Lord Rayleigh, är spridning av ljus eller annan elektromagnetisk strålning i fast, flytande eller gasformig materia. Rayleigh-spridning uppstår när fotoner sprids mot bundna elektroner. (Spridning som orsakas av fria elektroner kallas Thomsonspridning.) Spridaren antas ha mycket mindre storlek än ljusets våglängd. (För större partiklar sker Mie-spridning.)  Rayleigh-spridning är en elastisk process, där den spridda strålningen har samma frekvens som den inkommande. (Inelastisk ljusspridning som orsakas av bundna elektroner, där ljuset i spridningsprocessen förlorar eller vinner energi och därmed får en lägre eller högre frekvens, benämns Ramanspridning.)
Ett exempel på Rayleigh-spridning är himlens blå färg. Sannolikheten för Rayleigh-spridning är nämligen proportionell mot λ-4, där λ är våglängden, vilket innebär att ljus med kort våglängd, det vill säga blått ljus, sprids mest, och atmosfären ser således blå ut. Allteftersom ljuset passerar genom atmosfären sprids de kortvågiga (blå) komponenterna mer, och de delar av ljuset som inte sprids får ett proportionellt sett större och större inslag av de långvågiga (röda) komponenterna. Av den anledningen blir solen rödare och rödare vid solnedgång, eftersom ljuset då går en allt längre väg genom atmosfären.
Rayleigh-spridning kan användas för att mäta den lokala densiteten hos gaser, och indirekt temperaturen i de fall där trycket är konstant. Rayleigh-Thomson-spridning av röntgenstrålning i kristaller ger upphov till diffraktion som används inom  röntgenkristallografin.